# Olga Arefjeva
Olga Viktorovna Arefjeva (rusky О́льга Ви́кторовна Аре́фьева) (* 21. září 1966 Verchňaja Salda, Sverdlovská oblast, RSFSR, SSSR) je ruská zpěvačka, hudebnice, básnířka, vokalistka skupiny Raut, zakladatelka a vedoucí skupiny Kovčeg.

## Životopis
Olga Arefjeva se narodila na Uralu, ve městě Verchňaja Salda ve Sverdlovské oblasti.
V roce 1983 se přestěhovala do Sverdlovska. Byla přijata na fyzikální fakultu Uralské státní univerzity, za dva roky byla přijata do Sverdlovského hudebného učiliště Čajkovského do třídy estrádního zpěvu, načež zanechala studia na univerzitě. Jejím učitelem vokálu byl Valerij Borisoviš Gurjevič, známý pedagog, který vychoval mnohé žáky (především operní pěvce, nyní zpívajících v nejlepších divadlech celého světa.
Před začátkem sólové kariéry vystupovala v sestavě klubové rockové skupiny Raut. V roce 1987 se stala laureátkou všesvazového konkursu Jurmala-87. Kromě toho byla vítězkou festivalů autorské písně, v roce 1990 se zúčastnila legendárního festivalu Rock-Akustika v Čerepovci. Byla organizátorkou prvního rockového akustického festivalu ve Sverdlovsku (Sverdlovsk-akustika, rovněž v roce 1990.
Od roku 1990 žije v Moskvě, kde založila skupinu Kovčeg (různé sestavy v různých letech nosí názvy Akustik-Kovčeg, Blues-Kovčeg, Klavírní Kovčeg, Reggae-Kovčeg či Šanson-Kovčeg; ruské slovo „ковчег“ se dá přeložit jako schránka, krabička, ale i archa), se kterou často vystupuje podnes.
V roce 1995 ukončila Ruskou hudební akademii Gněsinových v oboru estrádního zpěvu, kde studovala u Lva Leščenka. Ten ji ve své autobiografické knize nazval jednou z nejlepších žákyní.
Od poloviny 90. let 20. století Olga svými verši zaujala tlusté literární časopisy. V důsledku publikační činnosti za rok 1998 dostala literární cenu časopisu Znamja. Roku 1999 byla z iniciativy Alexeje Didurova jakožto vítězka konkursu zpívajících básníků přijata do Svazu moskevských spisovatelů.
Od roku 2003 vede trénink „Lidská komedie“, sférou jejíchž zájmů je ovládat tělo, hlas, zpěv, řeč, rytmus, verše performance a rozvoj schopnosti improvizovat v libovolné oblasti.
V roce 2004 Olga Arefjeva založila performanční skupinu KALIMBA, jejíž stejnojmenné představení Nězavisimaja gazeta nazvala „nejlepším moskevským představením moderního tance končící sezóny“. Dále skupina sehrála představení Orfeus, Bílkový anděl, Písně smrti či Alisa. Od roku 2004 jsou vizuální vstupy souboru KALIMBA trvale součástí koncertů skupiny Kovčeg. Za účasti divadla KALIMBA byly natočeny mnohé klipy na písně Olgy Arefjevové.
Prakticky celou svou tvůrčí cestu spolupracuje s violoncellistou a klávesistou Pjotrem Akimovem. Aliance Olgy s Petrem má črty jak hudebního dueta, tak i divadla a klauniády. Oba hudebníci zdůrazňují, že jejich setkání bylo osudové a že jsou si navzájem hlavními hudebně-scénickými partnery v životě. Pjotr hlál ve všech sestavách Kovčegu.
V září 2007 spatřila světlo světa kniha Olgy Arefjevové Smrt a příhody Jefrosinje Nádherné» (nakladatelství Livebook/Gájatrí), která dostala literární cenu Astreja a v byla zařazena do seznamu ceny Velká kniha.
V září 2008 byla v témž nakladatelství vydána kniha Jednoverší (Одностишийа). Obě knihy byly mnohokrát znovuvydávány a dotiskovány.
V září roku 2008 bylo vydáno dvojalbum Kaligrafie za účasti významného baskytaristy Tonyho Levina.
V letech 2010, 2011, 2012 a 2015 byla vydána řadová elektrická alba Letec (Авиатор), Sníh (Снег), Jehlička (Хвоин) a Čas zpět (Время назад), které skupina umístila na web kroogi.com, http://arefieva.kroogi.com/?locale=ru Archivováno 13. 11. 2015 na Wayback Machine. ke stažení na základě dobrovolných plateb.
V roce 2014 se Olga Arefjeva setkala s [Olegem Žukovským, hercem divadla DEREVO, a vedoucím divadla La Pushkin. Společně vytvořili představení Příhody v románu podle knihy Olgy Arefjevové Smrt a příhody Jefrosinje Nádherné, Olga působily jako herečka v představení Žukovského Miluj mne.
Studiové nahrávání pokračuje, Olga Arefjeva je autorkou více než 400 písní, z nichž mnohé ještě nebyly nahrány a vydány.
Vedle koncertní a herecké činnosti se Olga aktivně zabývá svými koníčky – moderním tancem, vizuálním divadlem, fotografováním, vytvářením videoklipů, vede tréninky hlasu a pohybu a žongluje.

## Diskografie
Olga Arefjeva je autorkou více než 400 písní, do současnosti vydala následující alba a sborníky:
- 1991 — Ковчег (Schránka / Archa)
- 1992 — Блюз-Ковчег (Bluesová Schránka)
- 1993 — Аку-Аку (Aku-Aku)
- 1994 — Концерт в клубе «Не бей копытом» (Koncert v klubu „Ne bij kopytem“)
- 1994 — Акустик-Ковчег (Akustická Schránka)
- 1994 — Reggae-Ковчег. Концерт в клубе SEXTON FOZD (Reggae-Schránka; koncert v klubu SEXTON FOZD ()
- 1995 — Батакакумба (Batakakumba)
- 1997 — Девочка-скерцо (Dívka-scherzo)
- 1998 — Сторона От (Strana Z)
- 1999 — Божия коровка (Boží kravička)
- 1999 — Колокольчики (Zvonečky; album nahráno v letech 1993—1994)
- 2000 — Регги левой ноги (Reggae levé nohy; nahráno v letech 1994—1999)
- 2001 — Анатомия (Anatomie)
- 2002 — První oficiální официальный mp3-sborník (alba Батакакумба, Девочка скерцо, Сторона От, Колокольчики, Регги левой ногги)
- 2003 — Видеоантология (Videoantologie, dvě CD)
- 2004 — Письма бабочек (Dopisy motýlů, sborník nahrávek z let 2002—2003)
- 2004 — Кон-Тики (Kon-Tiki)
- 2005 — Крутится-вертится (Točí se, točí)
- 2006 — А и Б (A a B)
- 2007 — Смерть и приключения Ефросиньи Прекрасной (Smrt a příhody Jefrosiňje Nádherné)
- 2007 — Druhý oficiální mp3-sborník (alba Божия коровка, Анатомия, Письма бабочек, Кон-Тики a Крутится-вертится)
- 2008 — Каллиграфия (Kaligrafie, CD + DVD, sborník nahrávek z let 2006—2008)
- 2010 — Авиатор (Letec)
- 2011 — Снег (Sníh)
- 2012 — Хвоин (Jehlička)
- 2013 — Театр (Divadlo)
- 2015 — Время назад (Čas nazpět)

## Knihy
- Одностишийа (Jednoverší) ISBN 978-5-9689-0156-9
- Смерть и приключения Ефросиньи Прекрасной (Smrt a příhody Jefrosiňje Nádherné) ISBN 978-5-9689-0111-8
- Иноходец (Jinochodec) ISBN 978-5-904584-94-8